# Université Hōsei
L'université Hōsei (法政大学, Hōsei daigaku) est une université privée située à Tōkyō au Japon. C'est à l'origine une faculté de droit en 1880, et fusionnée avec un Institut d'études françaises en 1889. L'établissement a adopté le nom Université Hosei en 1903 et a été reconnu comme une université privée en 1920.

## Histoire
Parmi les fondateurs de l'université, on peut citer Gustave Émile Boissonade, Tomii Masaaki et Ume Kenjirō, le « père du Code civil Japonais ». Gustave Émile Boissonade fut notamment sous-directeur de l'établissement, et a donné son nom à une tour sur le campus d'Ichigaya.

## Personnalités liées à l'université

### Professeurs
- Masahito Ara (1913-1979), théoricien de la littérature et critique littéraire japonais

### Étudiants
- Mizuhito Akiyama, auteur[1]
- Ruriko Aoki,acteur de voix
- Chiho Aoshima, artiste[2]
- Mew Azama, modèle et actrice[3]
- Satoshi Dezaki, réalisateur d'anime
- Yukihiro Doi, coureur cycliste
- Shu Fujisawa, auteur[4]
- Sadayoshi Fukuda, philosophe et critique[5]
- Takuya Honda, joueur de football[6]
- Tomoko Hoshino, actrice[7]
- Norihiro Inoue, acteur
- Kenji Gotō, journaliste et écrivain
- Kairi Hojo, catcheuse professionnelle[8]
- Reina Itakura
- Kosuke Ito, personnalité politique[9]
- Mitsuaki Iwagō, photographe[10]
- Hideo Jinpu, personnalité politique[11]
- Yukio Jitsukawa, personnalité politique[12]
- Emi Kaneko, personnalité politique[13]
- Hiroh Kikai, photographe[14]
- Shin Kishida, acteur*
- Hiroto Kōmoto, chanteur*
- Tomoyo Kurosawa, acteur de voix
- Aki Maeda, actrice
- Masao Maruyama, producteur de cinéma
- Michiko Matsumoto, photographe[15]
- Shinpei Matsushita, personnalité politique[16]
- Takayuki Mikami, karateka
- Kyohei Morita, joueur de rugby
- Katsuhito Nakazato, photographe[17]
- Kinoko Nasu, auteur
- Kouhei Kadono, auteur[18]
- Misako Rocks!
- Yuka Sato, patineuse artistique
- Midori Sawato, film narrator
- Yoshihide Suga, ancien Premier ministre du Japon de septembre 2020 à octobre 2021
- Haruka Takachiho, auteur
- Kazunori Tanaka, personnalité politique
- Tadashi Wakabayashi, joueur de baseball
- Yōsuke Yamahata, photographe*[19]
- Taku Yamamoto, personnalité politique
- Yoshio Yatsu, personnalité politique
- Shūichi Yoshida, romancier
- Yasumi Matsuno, créateur de jeux vidéo*
- Hu Han Min, révolutionnaire chinois

*A quitté avant l'obtention du diplôme.